# Брусчатка

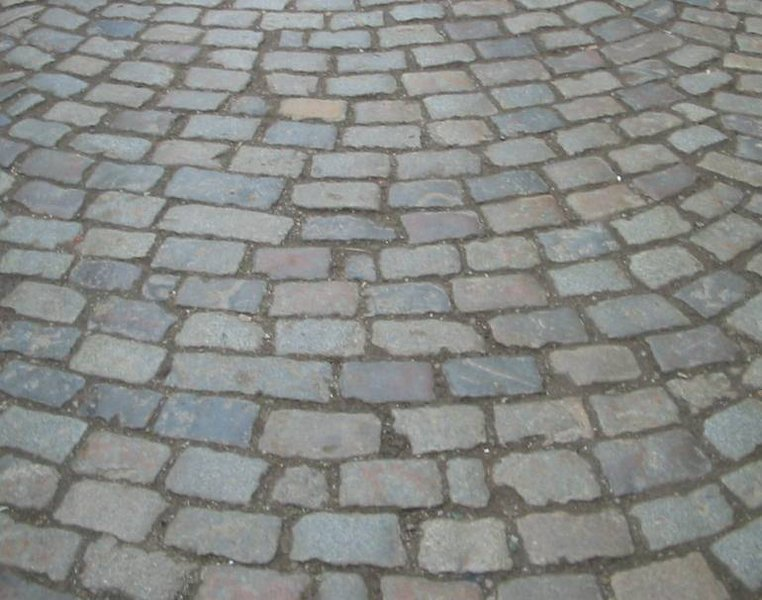
Гранитная брусчатка.

Брусчатка — твёрдое дорожное покрытие, разновидность мостовой, выложенной плоскими прямоугольными (или другой формы) брусками приблизительно одинаковой формы и размера.
Также брусчаткой часто называют сами бруски, или брусчатый камень, из которого строилось дорожное покрытие, в другом источнике указано название брус.

## Устройство

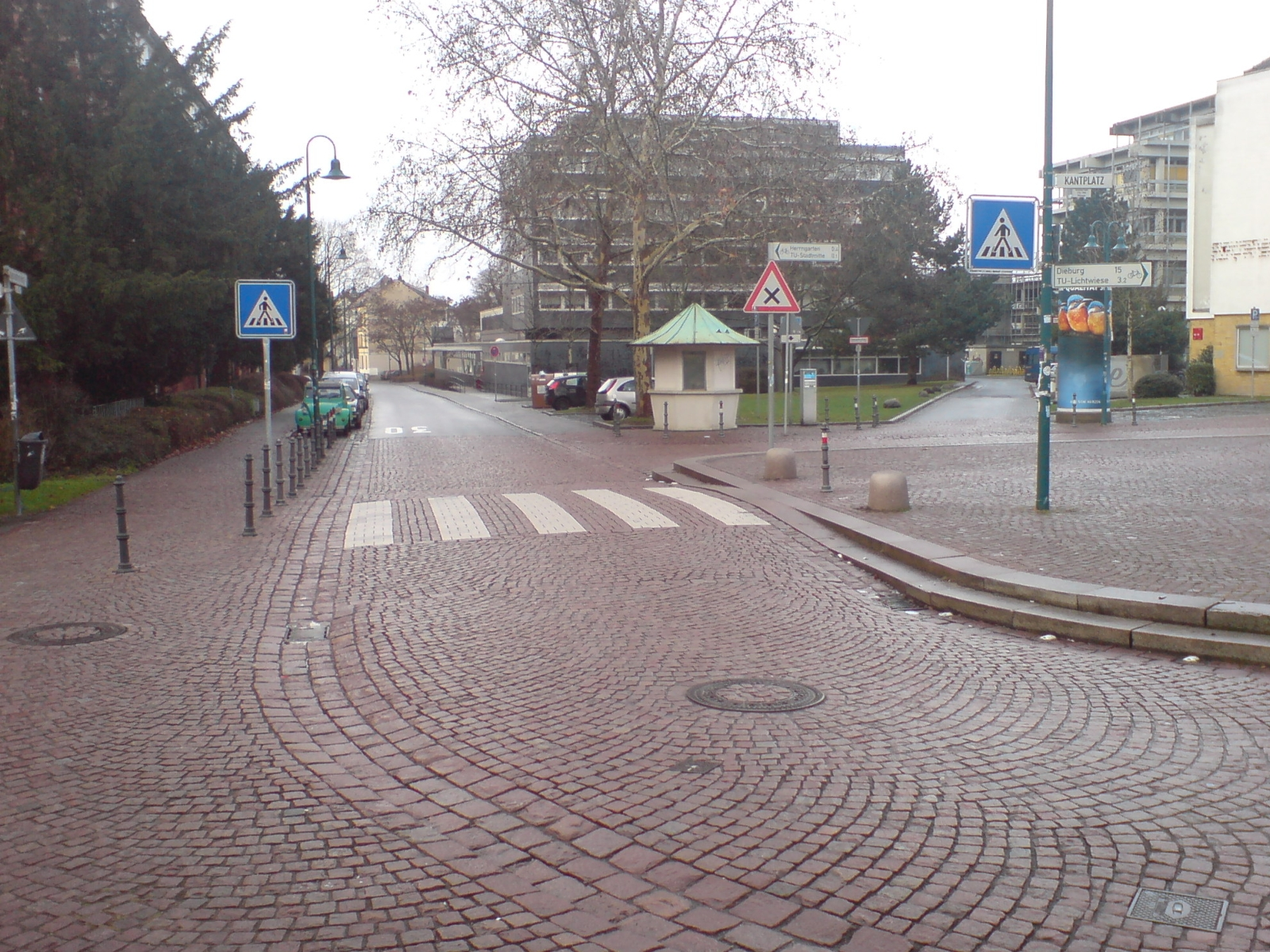
Тротуар и проезжая часть, замощённые брусчаткой, в Дармштадте.

В отличие от других видов мостовых, в частности булыжной, выполнявшейся из обычного необработанного булыжника, уложенного на песчаную подушку без особого порядка, брусчатка обычно представляет собой грубо обработанный камень, обколотый до приблизительно прямоугольной формы и выложенный упорядоченными рядами так, чтобы обеспечить максимально ровную и гладкую поверхность. Кроме колотых, применяются также пиленые разновидности брусчатки. Поверхности брусков и плитки, особенно пиленых, иногда подвергаются шлифовке.

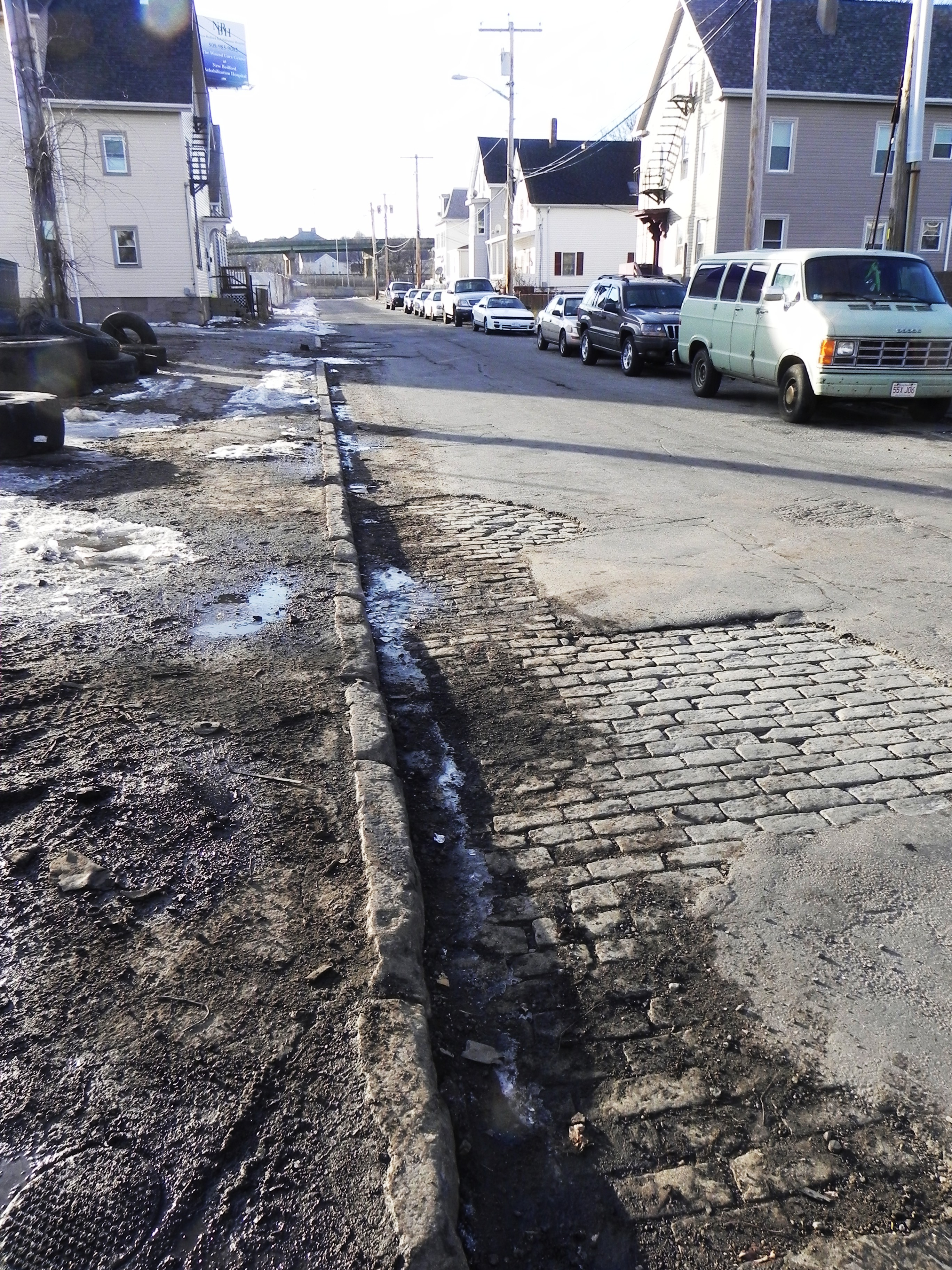
Износившийся асфальт обнажил брусчатое основание улицы, Нью-Бедфорд, Массачусетс.

Брусчатые мостовые были популярны в мире вплоть до 20-х годов XX века, хотя их распространение и было ограничено в основном крупными городами, например Ленинград, поскольку только в них интенсивность дорожного движения могла оправдать их довольно высокую стоимость, а городские бюджеты позволяли достаточный уровень расходов. Гораздо более дешёвый и простой в укладке асфальт и несколько более дорогой, но почти столь же долговечный бетон быстро вытеснили брусчатку из дорожного строительства, за исключением особо нагруженных участков, а также тротуаров и пешеходных зон, где она применяется из эстетических соображений, причём, как правило, в виде облегчённой тротуарной плитки.
Во многих местах брусчатые мостовые не были разобраны, но послужили в качестве прочных и надёжных оснований для нового асфальтового или бетонного покрытия. В процессе износа такого покрытия в глубине трещин и колдобин часто можно видеть сохранившуюся брусчатую основу.

## Материалы
Классический брусчатый камень обычно изготавливается из твёрдых горных пород, имеющих высокую несущую способность и большую стойкость к износу, например гранита или базальта. Варианты, использующиеся для менее нагруженных дорог или пешеходных тротуаров, могут выполняться также из менее плотного камня, например известняка или сланца, или отливаться из бетона. В США популярно мощение пешеходных дорожек кирпичом. Тротуарная плитка часто изготавливается из керамики.

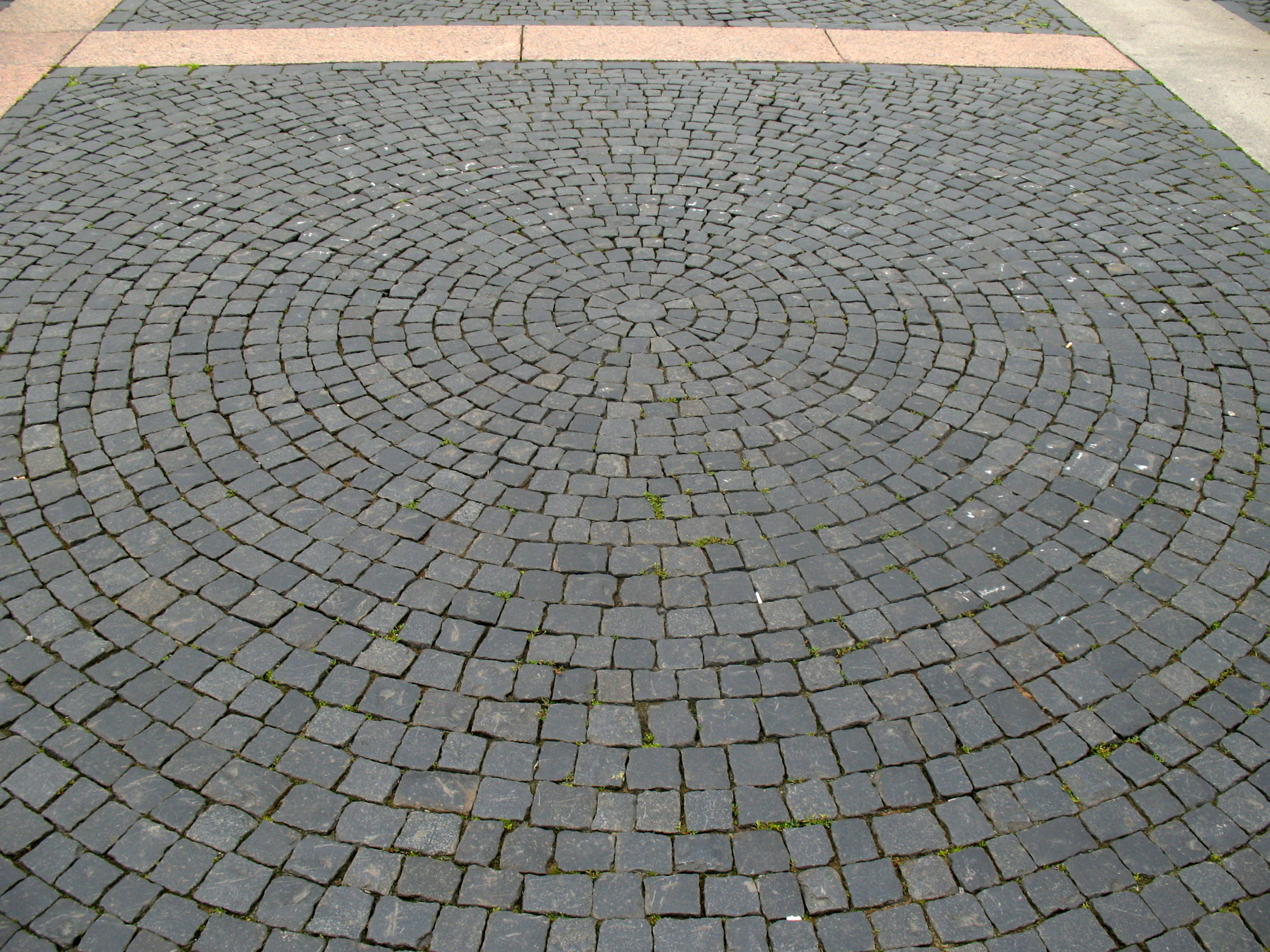
Брусчатка на Дворцовой площади.

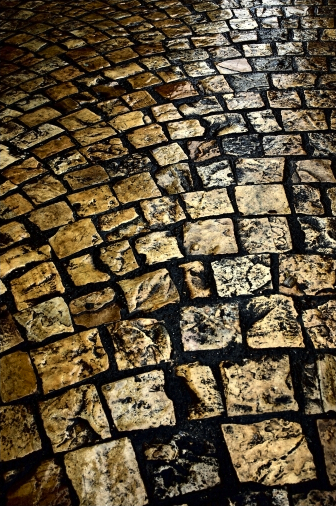
Брусчатка в Экс-ан-Провансе.

### Достоинства
- Очень высокая надёжность и долговечность. Брусчатый камень обычно имеет высокую несущую способность и мало изнашивается. Вымощенные гранитными плитами дороги времён Древнего Рима во многих местах до сих пор пригодны к использованию.
- Подобно булыжной мостовой, брусчатка укладывается на песчаную подушку, что обеспечивает прекрасный дренаж и устойчивость к размытию покрытия.
- Брусчатая мостовая не является жёстким покрытием и отдельные элементы могут двигаться относительно друг друга. Это позволяет покрытию сохранять целостность при подвижках почвы и чрезмерных нагрузках.
- С эстетической точки зрения, чётко структурированный рисунок брусчатой укладки, в сравнении с однородной поверхностью асфальта, выглядит лучше.

### Недостатки
- Высокая стоимость как материалов, так и установки. Брусчатый камень не только недешёв сам по себе, но также требует больших затрат труда квалифицированных рабочих по его укладке.
- Довольно высокая стоимость обслуживания. Брусчатая мостовая склонна к вспучиванию и проседанию, особенно при некачественной укладке, а также к раскалыванию при повышенной нагрузке.
- Высокие требования к качеству дренажа. Неправильный дренаж приводит к накоплению воды в песочной подушке и размыву мостовой.
- За исключением качественно уложенной пиленой плитки, брусчатые мостовые имеют весьма высокий уровень шума по сравнению с асфальтовым и бетонным покрытиями.
- Комфортность езды по брусчатке невысока, вызывает неприятную вибрацию в едущей машине.
- Сцепление колёс с мокрой брусчаткой (особенно шлифованной) очень низкое, что может вызвать занос даже при малой скорости; мокрая брусчатка особенно опасна для мотоциклистов.
- Неудобна при ходьбе, особенно при использовании высоких и тонких каблуков типа «шпилька».
- Сопротивление качению в полтора раза выше, чем у асфальта.

## Литература

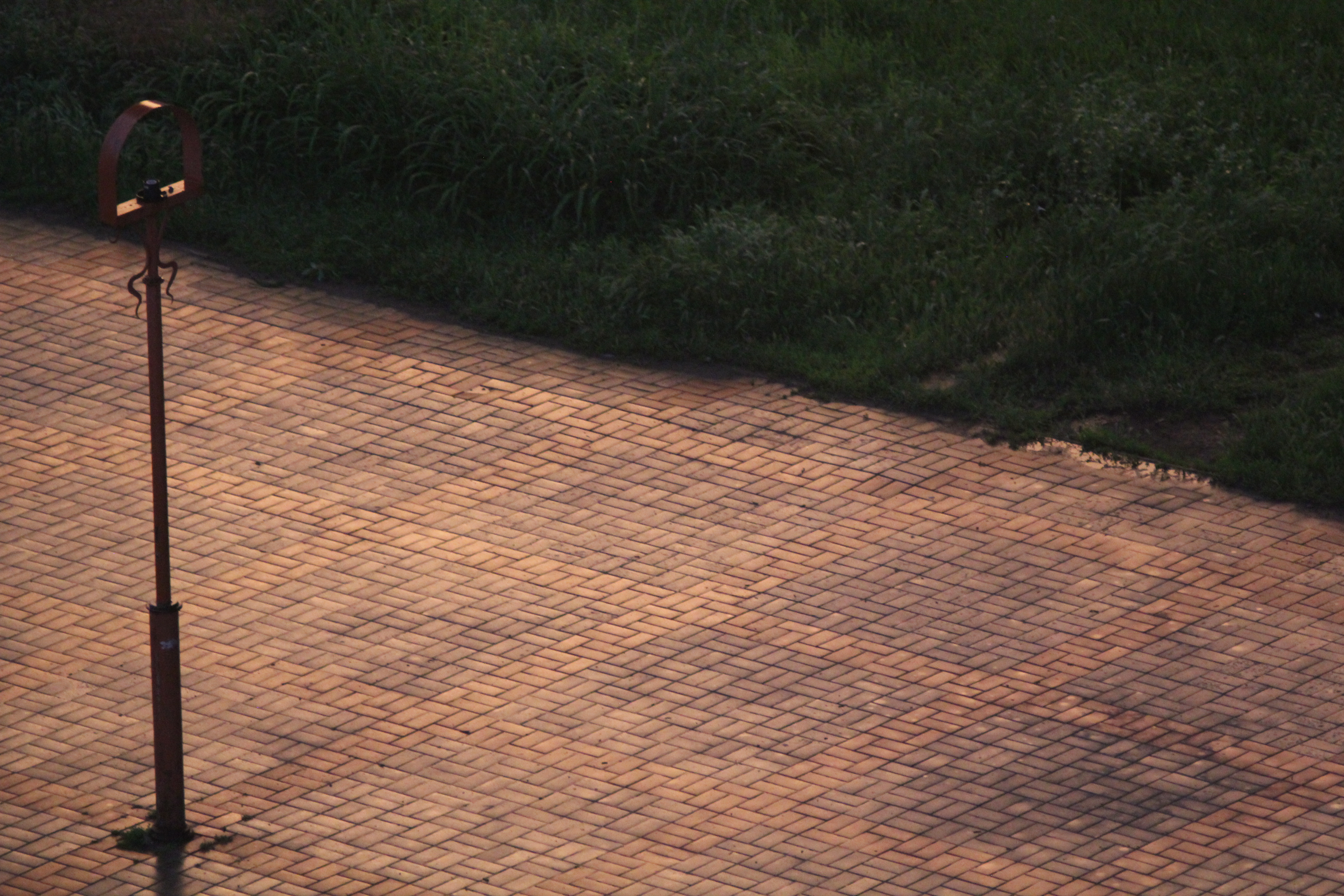
Брусчатка после дождя на закате